# RNIL 17
De RNIL 17 is een route nationale d'intérêt local in het Franse departement Seine-Saint-Denis ten noorden van Parijs. De weg loopt van Le Bourget naar de grens met Val-d'Oise. In Val-d'Oise loopt de weg als D317 verder naar Gonesse en Arras.

## Geschiedenis
Oorspronkelijk was de RNIL 17 onderdeel van de N2. Door de aanleg van de Luchthaven Parijs-Charles de Gaulle werd in 1973 de loop van de N2 aangepast, waardoor de huidige RNIL 17 werd omgenummerd tot N17. In 2006 werd de weg overgedragen aan het departement Seine-Saint-Denis, omdat de weg geen belang meer had voor het doorgaande verkeer vanwege de parallelle autosnelweg A1. Seine-Saint-Denis weigert echter om de weg een nieuw nummer te geven, waardoor de weg nog steeds als route nationale wordt aangegeven.